# Gurdaspur (distrikt)
Gurdaspur (gujarati: ગુરદાસપુર જિલ્લો, hindi: गुरदासपुर जिला) är ett distrikt i Indien.   Det ligger i delstaten Punjab, i den norra delen av landet, 400 km nordväst om huvudstaden New Delhi. Antalet invånare är 2 298 323. Arean är 2 610 kvadratkilometer. Gurdaspur gränsar till Amritsar och Kapurthala.
Följande samhällen finns i Gurdaspur:
- Batāla
- Gurdaspur
- Dinanagar
- Qādiān
- Dhāriwāl
- Fatehgarh Chūriān
- Kalanaur
- Derā Nānak